# Tod einer Kadettin

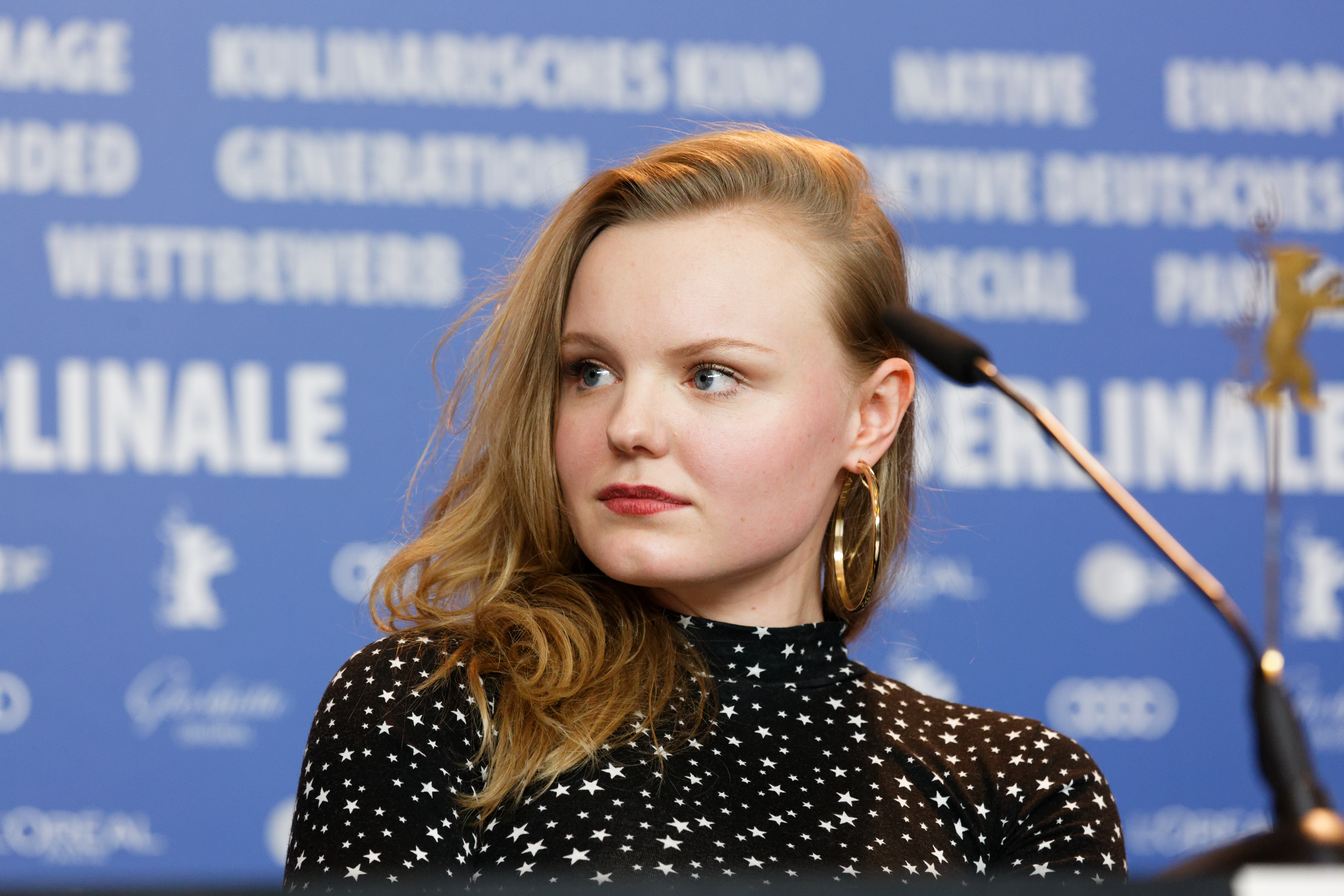
Maria Dragus spielt in der Hauptrolle die Kadettin Lilly Borchert (Foto von 2017)

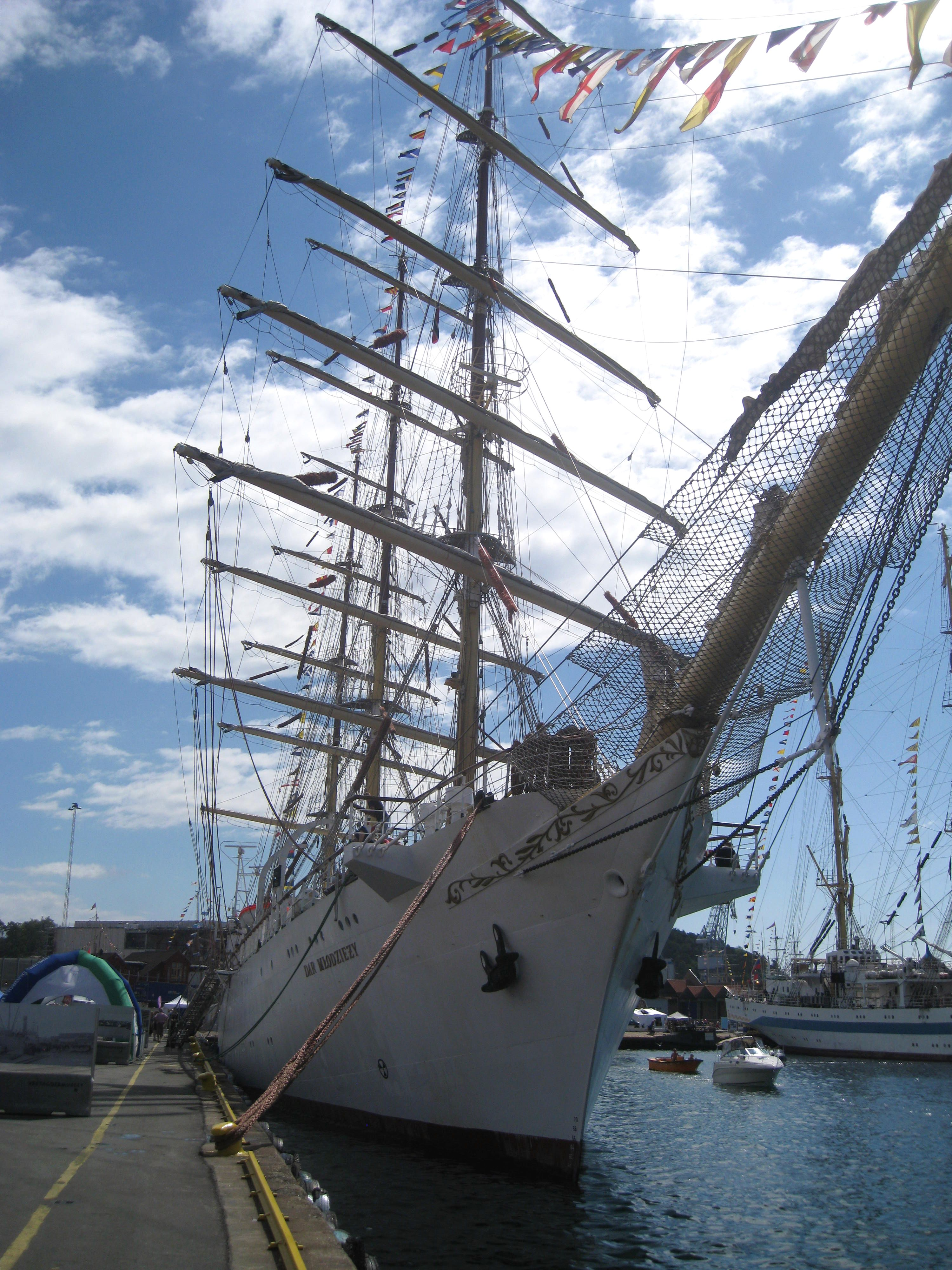
Schulschiff Dar Młodzieży (im Film Johann Kinau)

Tod einer Kadettin ist ein deutscher Fernsehfilm der UFA Fiction für Das Erste aus dem Jahr 2017. Regie führte Raymond Ley, der auch gemeinsam mit seiner Frau Hannah Ley das Drehbuch schrieb. Der Film basiert auf dem Fall der Sanitätsoffizier-Anwärterin der Deutschen Marine Jenny Böken, die während des Dienstes auf dem Segelschulschiff Gorch Fock über Bord ging und anschließend tot aus der Nordsee geborgen wurde. Die Hauptrolle ist mit Maria Dragus besetzt.
Die Erstausstrahlung des Films im Ersten fand am 5. April 2017 statt.

## Handlung
Die 18-jährige Lilly Borchert hat seit ihrer Kindheit einen Traum. Sie möchte Ärztin werden, fremde Länder bereisen und mit ihrem Wissen dabei Menschen in großer Not helfen.
Der Film beginnt mit einer Vorwegnahme der Unglücksnacht, in der Lilly ums Leben kommt: Lilly löst auf dem Segelschulschiff Johann Kinau den Ausguck ab, plötzlich ist sie von ihrem Wachposten verschwunden. Einige Kadetten glauben, sie hätten Schreie gehört, es herrscht Aufregung an Bord. Die Mannschaft beginnt mit der Suche in der Dunkelheit, die letztendlich erfolglos bleiben wird. Ein Journalist, der wegen des 50-jährigen Jubiläums des Schiffs mit an Bord ist, versucht die Geschehnisse aufzuklären. Befragungen der Besatzungsmitglieder werden wiederholt eingespielt, um den Zuschauern ein besseres Bild von Lilly zu geben und die Ereignisse aufzuarbeiten.
Die eigentliche Handlung beginnt zehn Monate zuvor: Die überaus motivierte Lilly möchte für die Erfüllung ihres Traums zur Marine gehen. Bei der Musterung gibt es aufgrund ihrer Blutwerte erste Bedenken zu ihrer Tauglichkeit, sie wird dennoch als Kadettin zugelassen und darf auf dem Segelschulschiff Johann Kinau ihre Ausbildung absolvieren. Dies auch, weil die Bundeswehr zu jener Zeit eine bessere Frauenquote braucht. So beginnt Lilly mit mehreren anderen männlichen und weiblichen Kadetten die Ausbildung an Bord. Mit ihrer oftmals besserwisserischen und etwas nervigen Art hat Lilly es nicht leicht, Kontakt zu den anderen aufzubauen. Die Männer auf dem Schiff klopfen gern sexistische Sprüche, die Frauen sind oft schroff und abweisend zu ihr. Bei körperlichen Betätigungen geht Lilly häufig die Puste aus; dass sie an Bord zwischendurch einfach so einschläft oder im Gespräch wegnickt, ist keine Seltenheit. Dazu hat sie noch Höhenangst, was beim Klettern in die Takelage auf See nicht förderlich ist. Lilly versucht sich dennoch durchzubeißen, hat auch kleine Erfolgserlebnisse, fühlt sich aber nach wie vor fremd. Sie hat das Gefühl, sie könne hier tot umfallen und es würde niemanden interessieren. Sie hat wiederkehrende Unterleibsschmerzen, die Schiffsärztin vermutet mittlerweile auch eine Depression. Bevor dies weiter untersucht werden kann, kommt es zu den tragischen Ereignissen.
Zum Schluss präsentiert der Journalist in Gedankenspielen vier mögliche Szenarien für die Geschehnisse in der Nacht. Lilly könnte über die Reling gestolpert sein, sie könnte von einem Kadetten ermordet und über Bord geworfen worden sein, sie könnte eingeschlafen und von Bord gefallen sein oder sie könnte sich das Leben genommen haben. Die eingespielten Befragungen der anderen Besatzungsmitglieder sind untereinander inkonsistent und lassen keine Schlussfolgerungen zu. Eine finale Aufklärung gibt es für die Zuschauer nicht, das Ende bleibt offen.

## Hintergrund
Tod einer Kadettin wurde vom 25. August 2016 bis zum 15. September 2016 im polnischen Gdynia und in der Danziger Bucht gedreht. Viele Szenen wurden auf dem Segelschulschiff Dar Młodzieży gedreht, das im Film Johann Kinau heißt. Dies war der bürgerliche Name des Schriftstellers Gorch Fock, nach dem das Segelschulschiff Gorch Fock der deutschen Marine benannt ist.
Regisseur Raymond Ley und Produzent Nico Hofmann berichteten, dass die Marine bei den Dreharbeiten in keiner Weise kooperativ gewesen sei. So hätte es weder eine Dreherlaubnis für die Marineschule Mürwik gegeben, noch ein Interview mit dem damaligen Schiffskommandanten der „Gorch Fock“.

## Rezeption

### Kritiken
Thomas Gehringer lobt den Film in seiner Besprechung auf tittelbach.tv und gibt ihm insgesamt 5 von 6 möglichen Sternen. Er kritisiert aber, dass die „Mord-Version […] anfangs als einzige szenisch ins Spiel gebracht [wird], zwei mögliche Unfall-Szenarien und die Selbstmord-Theorie […] erst ganz am Schluss [folgen].“ Diese Dramaturgie sei ein „Köder fürs Publikum“.
Der Tagesspiegel urteilt: „Eine tolle Leistung legt die in Rumänien geborene Schauspielerin Maria Dragus als Lilly hin. […] Auf der ‚Gorch Fock‘, als narzisstisch gekränkte Kranke, erweckt sie Mitleid und Befremden zugleich, je angestrengter sie die Gesunde spielt und innerlich vereinsamt.“
Die Märkische Oderzeitung: „Gespielt wird sie von Maria Dragus, die für ‚Das weiße Band‘ den Deutschen Filmpreis erhielt. Sie gibt die junge Frau mit großer Intensität und zeigt hautnah die Härten und die grandiosen Momente einer Ausbildung auf See.“
Die Redaktion des Lexikons des internationalen Films vergibt 3 von 5 möglichen Sternen und urteilt: „Sorgfältig inszenierte Chronologie eines abzusehenden Todes als spannender (Fernseh-)Krimi, verdichtet zu einer bestechenden Tragödie, die sich an den realen Tod der Kadettin Jenny Böken auf der Gorch Fock im Jahr 2008 anlehnt.“

### Einschaltquoten
Die Erstausstrahlung von Tod einer Kadettin am 5. April 2017 wurde in Deutschland von 3,93 Millionen Zuschauern gesehen und erreichte einen Marktanteil von 12,5 % für Das Erste.